# Джаміля Афгані
Джаміла Афгані (перс. جمیله افغانی  ; 1976 року народження в Кабулі)  — феміністка та активістка за права жінок та освіту в Афганістані. Вона є засновницею і виконавчою директоркою організації Noor Education and Capacity Development Organization (NECDO). Вона також є виконавчим членом головної організації Афганської жіночої мережі (AWN).

## Біографія
У дитинстві Афгані хворіла на поліомієліт і через ускладнення від хвороби змушена ходити в корсеті. Коли їй було чотирнадцять, її під час радянської війни поранили в голову.
Афгані втекли з Кабула в 1990-х роках під час громадянської війни в Афганістані, оселилися в Пешаварі. Афгані отримала ступінь бакалавра та магістра в університеті Пешавара. Першою роботою Афгані була посада соціальної працівниці в таборах афганських біженців у Пакистані. Вона також допомогла жінкам у таборах стати грамотними на уроках з Корану.
Афгані заявила, що однією з найбільших перешкод для отримання освіти жінками є відсутність жінок-вчительок. У 2001 році Афгані заснував NECDO, щоб допомогти жінкам і дітям отримати освіту. NECDO також викладає жестову мову і проводить уроки щодо вирішення конфліктів та ґендерних питань. NECDO відомий тим, що створює інноваційні способи охоплення освітою жінок і дівчат. Наприклад, NECDO створив бібліотеку для дівчат, але вони найняли хлопців, щоб вони приводили дівчат до бібліотеки, присуджуючи хлопцям призи за кожні п’ять дівчат, яких вони привели. Її організація обслуговує близько 50 000 жінок у 22 провінціях.
Робота Афгані прямо кидає виклик помилковому уявленню про те, що іслам підтримує насильство щодо жінок. Вона створила перший в Афганістані «гендерно-чутливий тренінг для імамів». Вона розпочала проект, знайшовши зацікавлених імамів, щоб переглянути інформацію, яку вона та інші підготували. Імами одразу почали проповідувати нові матеріали, які висвітлюють права жінок з ісламської точки зору. У 2015 році з програмою працювало близько 6000 імамів. У Кабулі її програма «привела до серії хутбас (п’ятничних проповідей) у двадцяти впливових мечетеях міста. Завдяки своїй роботі Афгані виявила, що «у жінок закриваються роти, коли вони не мають ісламських виправдань», оскільки афганська культура дуже релігійна та консервативна. Її гендерна підготовка мала сильний вплив на чоловіків, які не усвідомлювали, що іслам дозволяє права жінок, і допомогла перетворити чоловіків на захисників жінок. Афгані сказала, що "програма є свого роду революцією, оскільки релігійні лідери, колись відомі тим, що пригнічували жінок, тепер використовують слова Корану, щоб пропагувати справедливість для них".
Вона також намагається кинути виклик патріархальному племінному правлінню в Афганістані. Вона вважає, що однією з проблем Афганістану є те, що громадяни не можуть розрізнити відмінності між «ісламом, культурою та політикою». Вона заявляє, що їй погрожували деякі афганці, які проти її вчення та пропагування мирного тлумачення ісламу.
Афгані була нагороджена премією Таненбаума «Миротворець у дії» у 2008 році. У 2017 році була серед фіналістів, номінованих на премію «Аврора» за «Пробудження людства».

## Зовнішні посилання
- Noor Educational and Capacity Development Organization (NECDO) [Архівовано 6 березня 2019 у Wayback Machine.]
- Tanenbaum Peacemaker in Action Jamila Afghani on Religion and Peace [Архівовано 12 лютого 2022 у Wayback Machine.] (video)